# Gap Inc.
A Gap, Inc., közismertebb nevén Gap Inc. vagy Gap (stilizálva GAP), egy amerikai ruházati kiskereskedő. A Gap-et 1969-ben alapította Donald Fisher és felesége, Doris F. Fisher. Székhelye San Franciscóban, Kaliforniában található.
2018 harmadik negyedévének végén a Gap Inc.-nek 3688 vállalati vagy franchise-üzlete volt 43 országban, és 90 országba tudott szállítani.
Brazíliában, Kanadában, Kínában, Franciaországban, Olaszországban, Írországban, Japánban, Mexikóban, az Egyesült Királyságban és az Egyesült Államokban (beleértve Puerto Ricót is) üzletek vannak a vállalat tulajdonában; az ezen országokon kívüliek franchise rendszerben üzemeltetik.